# 丘沈
丘 沈（きゅう しん、生没年不詳）は、中国の西晋末期に発生した民衆叛乱の指導者。

## 生涯
元来は山都（現在の河南省鄧州市構林鎮）の県吏であったが、太安2年（303年）、西晋新野王司馬歆の過酷な施政に反発し民心が乖離、さらに益州（現在の四川省）で発生した李流の叛乱討伐の軍事行動を計画し、これに反発した民衆が逃亡した機会に乗じ挙兵を計画した張昌により丘沈が反乱軍の象徴として推戴され、名を劉尼と改め、漢朝後裔を称し皇帝を自称、元号を神鳳とした。
丘沈は皇帝に即位したもの、政権での一切は張昌の手中にあり、傀儡としての存在であった。同年、張昌は晋将陶侃の軍勢に敗北し、翌年の永安元年（304年）、遂に晋軍に捕らえられ惨殺された。丘沈の消息は不明である。